# Inmaculada Concepción (Iglesia de San Andrés)
La Inmaculada Concepción es una talla de los siglos xvi o xvii atribuida a Jerónimo Hernández, a Alonso Cano y a Juan Martínez Montañés. Está ubicada en la Iglesia de San Andrés, en Sevilla (Andalucía, España).

## Atribución y datación
Actualmente existen tres posturas con respecto a la autoría de la imagen. Algunas fuentes afirman que la talla fue elaborada por Jerónimo Hernández, atribución fuertemente enfrentada a las demás, en las que figuran los nombres de dos de los escultores más destacados del barroco: Alonso Cano y Martínez Montañés. El nombre de este último fue aportado en 2002 por el historiador del arte Emilio Gómez Piñol, quien además sitúa la talla próxima al círculo escultórico de San Isidoro. Piñol atribuyó a Montañés no solo la talla de la Iglesia de San Andrés, sino también la Inmaculada de la Iglesia de San Julián, actualmente atribuida a Cano: «Concluimos que las dos imágenes [...] deben atribuirse a Martínez Montañés. Ambas nos parecen anteriores a la "Cieguecita" y probablemente cercanas al ciclo escultórico de S. Isidoro. Más antigua, la de S. Andrés, de rostro de formas plenas y lozanas».
También hay conflicto en lo relativo a la datación de la imagen, encuadrándose la obra en hasta tres etapas distintas. La Inmaculada es comúnmente fechada hacia 1570; de ser este el periodo en el que se creó la imagen, Cano y Montañés tendrían que quedar descartados debido a que el primero nació en 1601 y el segundo era todavía un niño en aquel entonces. En 1981 el catedrático Jesús Miguel Palomero Páramo aportó los años 1580-1585; estas fechas, al igual que la anterior, permiten asignar la pieza a Hernández pero no a Montañés ni a Cano. Por su parte, también se ha propuesto como fecha aproximada el periodo comprendido entre 1620 y 1625, lo que permitiría atribuir la imagen a Cano o a Montañés y, al mismo tiempo, descartar a Hernández, quien supuestamente no habría tenido nada que ver con la talla según el historiador del arte Domingo Sánchez-Mesa Martín. La participación de la obra entre 2019 y 2020 en una exposición dedicada a Montañés parece indicar que la atribución al maestro jienense es la que prevalece en la actualidad.

## Descripción

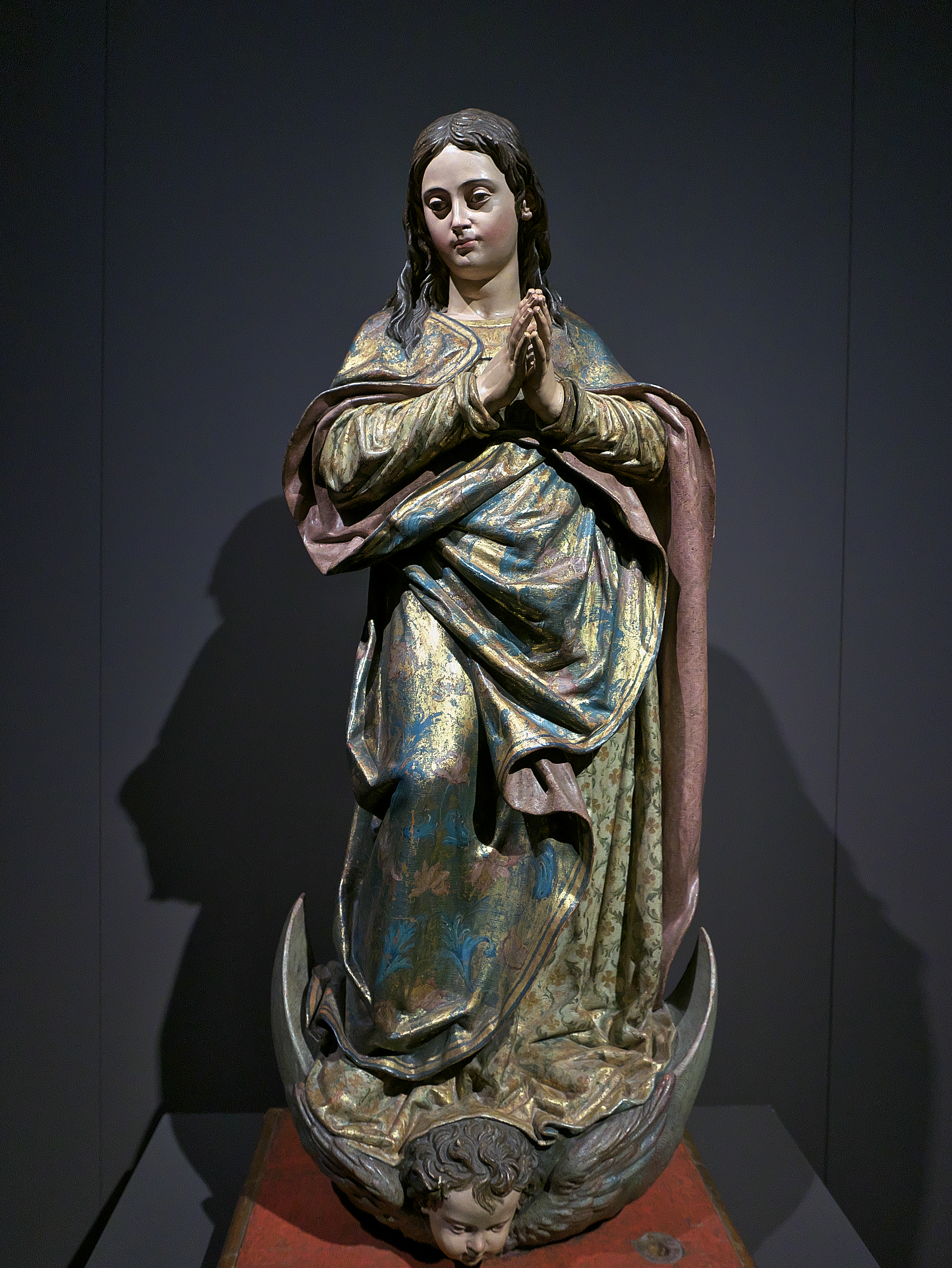
Talla de la Inmaculada de El Pedroso, por Juan Martínez Montañés (1606-1608).

La imagen, en madera policromada y de bulto redondo, muestra a la Virgen con rostro sereno y facciones juveniles, aunque no aniñadas como muchas Inmaculadas del barroco. Destacan principalmente una boca pequeña, unos ojos casi cerrados y un mentón muy marcado, todo ello delimitado por una melena ondulada que cae sobre los hombros. Los brazos, flexionados y con ambas manos en actitud orante (tan juntas que las palmas llegan a tocarse), muestran un desplazamiento muy leve, casi imperceptible, hacia el lado izquierdo; posteriormente Montañés triunfaría con La Cieguecita al acentuar este desplazamiento. 
La Virgen, de 1,72 metros de alto, viste una túnica apenas visible por un manto a modo de capa que la cubre casi por completo. Este manto, decorado con ricos estofados, presenta un esquema de pliegues en el que las dobleces enmarcan la figura con drapeados curvilíneos y permiten acentuar la zona del vientre, donde se forman claroscuros y se crea un pliegue de gran tamaño resaltado gracias al contrapposto originado por la flexión de la pierna derecha. Por su parte, la túnica luce drapeados en vertical los cuales confluyen al llegar a los pies en una serie de pliegues muy pronunciados, casi a modo de fruncido. La Inmaculada se apoya en una peana compuesta por una media luna presidida por la cabeza alada de un querubín y se corona con una aureola de doce estrellas en referencia a las doce tribus de Israel.
Esta obra posee grandes similitudes con la Inmaculada de El Pedroso, realizada por Montañés entre 1606 y 1608; de hecho, se considera que está influenciada por ella si se asume como periodo de ejecución los años 1620-1625. Por otro lado, según Emilio Gómez Piñol la disposición del manto guarda relación con la iconografía de las imágenes asuncionistas: «[El] raro efecto de virtuosismo en la talla ahuecada de la orla del manto, esa sugestión de movimiento agitado nos parece proviene de estampas o representaciones escultóricas de la Asunción. Montañés no se arredró ante la dificultad de traspasar a la madera ese audaz grafismo plástico».

## Legado
La Inmaculada de San Andrés, la cual preside el retablo mayor del templo y se considera el modelo que sirvió de base para la talla de San Julián, tuvo el honor de participar en la exposición Montañés. Maestro de maestros, celebrada en el Museo de Bellas Artes de Sevilla del 29 de noviembre de 2019 al 14 de marzo de 2020. La exhibición tenía prevista su clausura para el 15 de marzo, pero la declaración del estado de alarma con motivo de la crisis sanitaria provocada por la COVID-19 produjo su cierre un día antes, debiendo permanecer la imagen en el museo más tiempo del inicialmente previsto a causa del confinamiento decretado por la pandemia.